# Пиччони, Чечилия
Чечилия Пиччони 
(итал. Cecilia Piccioni; род. 21 июня 1964, Рим) — итальянский дипломат. Посол Италии в России (с 2024).

## Биография
Родилась 21 июня 1964 года в Риме. В 1991 году окончила факультет политологии университета Сапиенца.
В 1992 году получила степень магистра в области международных финансов и внешней торговли.
С 1996 года работала во Всемирном банке, затем в итальянском банковском секторе.
С июня 1997 года работала в Главном управлении по экономическим вопросам МИД Италии.
С 26 апреля 2000 года являлась вторым, затем первым секретарём торгово-экономического отдела посольства Италии в Чехии (Прага).
С января 2004 года являлась первым секретарём торгово-экономического отдела, с 2006 года — советником посольства Италии в США (Вашингтон).
С 2008 года работала в офисе дипломатического советника Председателя Совета министров Италии в области отношений Италии и ЕС, международными финансовыми институтами, ОЭСР, ООН. 
С 2010 года являлась советником постоянного представительства Италии при ООН (Нью-Йорк).
Посол Италии во Вьетнаме (7 апреля 2015 — 16 ноября 2018).
С 2018 года являлась старшим советником компании «Fincantieri» и генеральным директором фонда «Fincantieri».
С 2020 года работала в Главном управлении по продвижению страновой системы МИД Италии. С 2021 года — заместитель генерального директора Главного управления по продвижению страновой системы и вопросам развития культуры и распространения итальянского языка МИД Италии.
С 2022 года — заместитель главы кабинета министра иностранных дел Италии.
Посол Италии в России (с 15 июля 2024). Верительные грамоты вручила 19 июля 2024 года.
Владеет английским, французским, чешским языками.

## Награды
- Офицер ордена «За заслуги перед Итальянской Республикой» (2021)